# 浜御殿奉行
浜御殿奉行（はまごてんぶぎょう）は、江戸幕府における職名の1つ。

## 概要
浜御殿の管理を掌った職で、庭園の手入、庭作、刈込、山作りなどを指揮した。若年寄支配で、焼火之間詰。200俵高の役職で、定員2名。御手当銀として銀7枚が支給された。また奉行は庭内に屋敷を下賜された。
奉行の次席として、浜御殿添奉行があり、下役として浜吟味役・浜御庭世話役・浜御殿番・掃除之者・物書役などがいた。浜御殿添奉行は、若年寄支配で、焼火之間詰。100俵5人扶持で定員は2名。

## 沿革
浜御殿は、将軍家の鷹場であった地に、承応3年（1654年）に4代将軍徳川家綱の弟である松平綱重の下屋敷として建立された屋敷で、当初は甲府浜屋敷、または海手屋敷と呼ばれていた。その後、綱重の子・綱豊が6代将軍徳川家宣となったことから、西丸御屋敷、後に浜御殿と改称された。
奉行職が設置されたのは家宣が将軍位に就いた宝永6年（1709年）のことで、初代奉行には永井伊豆守直敬が任命された。
嘉永6年（1853年）、沿岸防備のための大砲5門が設置される。
慶応2年（1866年）11月に奉行職は廃止。職務は海軍奉行に引き継がれ、浜御殿は海軍所となった。

## 属僚
奉行の下僚は目付支配の者と若年寄支配の者とがいた。庭作り・刈込・山作りなどの心得がある者が抜擢され、他から役替で来た場合には拝領屋敷は無いが願い出れば長屋を拝領することができたと記録されている。
浜吟味役（はまぎんみやく）は、浜御殿の管理・運営に関わる諸々の業務を監察した。目付支配で譜代席の徒目付格。100俵高で役扶持として7人扶持が支給された。
浜御庭世話役（はまごてんせわやく）は、浜御殿の実務を世話する職。定員3名。若年寄支配で、御目見以下の抱席。持高勤で、手当金を2両支給された。『天保年間諸役大概順』では浜御殿番世話役、『吏徴』では浜御庭世話役と記載されている。
浜御殿番（はまごてんばん）は、浜御殿管理の実務を担当した。若年寄支配で、御目見以下の抱席。持高勤で、手当金を1両1分支給された。定員は26名。浜御殿番26名の中から、3名の浜御殿筆頭役（はまごてんひっとうやく）が選ばれた。筆頭役は若年寄支配で御目見以下の抱席、持高勤で手当金は2両だった。
浜御殿掃除之者（はまごてんそうじのもの）は、浜御殿の掃除を任務とした者。詳細は掃除之者を参照。
浜御殿物書役（はまごてんものかきやく）は、浜御殿に関する諸記録を作成し、それを管理する役職。浜御殿掃除之者19名のうちの1名で、若年寄支配。御目見以下の抱席。持高勤だったが、持高の他に1人扶持と勤金3分が支給された。仮抱入の者は3両2人扶持が給された。